# 李氏庄园 (烟台)
李氏庄园，位于山东省烟台市栖霞市臧家庄镇马陵冢村，是中华人民共和国山东省文物保护单位之一。
2006年12月7日，授予山东省文物保护单位，是一座古建筑。